# 七色仮面
『七色仮面』（なないろかめん）は、日本のテレビドラマ。変身ヒーローを題材とした特撮作品で、1959年6月3日から1960年6月30日までNET系で放映された。1960年1月7日の第5部から主演が波島進から千葉真一へ交代、タイトルも『新 七色仮面』（しんなないろかめん）と改められた。制作は東映テレビ・プロダクション、スポンサーはカバヤ食品の一社提供。#映画や#漫画化もされている。

## テレビドラマ

### 概要
『月光仮面』の川内康範が、七つの顔を持つ男・多羅尾伴内をモチーフにして作り上げた。東映初の仮面ヒーローものであり、『月光仮面』と並び黎明期のテレビ番組を代表するヒーローである。映画『月光仮面』を製作した東映が新たな連続テレビ映画の企画を川内に依頼し、自社制作のテレビドラマを再編集映画として公開する『東映特別娯楽版』の一本として、本作品は製作された。劇場公開を前提として35mmフィルムで撮影されており、撮影費用は一本500万円という当時のテレビ番組としては破格の金額で製作された。
NETでの放送では、1960年1月25日に23.7%の視聴率（世帯）を記録した。
波島版で七色仮面に扮していたのは「（波島進ではなく）別の俳優だった記憶がある」と“さそりの万吉”役の潮健児は証言している。一方『新 七色仮面』から主人公を引き継いだ千葉真一は自らスーツアクターとして七色仮面に扮し、器械体操で培ったアクロバティックなアクションは、後に製作されていく変身ヒーローを題材とした作品にも大きな影響を与えていくこととなる。菩薩像を七色仮面のモデルにしたという説もあるが、当初の企画では七色仮面のマスクが見る方向によって7種類の顔に見えるという設定であった。しかし技術的に難しいことから「変装の名人」というキャラクターに変更された。当時発売されていたメンコなどの関連商品が金色で塗色されていたので、モノクロ作品であるものの実物も金色であるとされていたが、潮は「銀色だった」と証言している。マスクの素材については不明であるが、京本政樹はマスクの分割方法が観音開きであることから、材質は張り子細工によるものではないかと推察している。
1992年に公開された映画『七人のおたく』には登場人物の一人が七色仮面の扮装で現れており、本作品をオマージュしている。

### キャスト
- 七色仮面 / 蘭光太郎（第1 - 4部）- 波島進
- 七色仮面 / 蘭光太郎（第5 - 7部）- 千葉真一

悪のあるところ、高笑いとともに必ず現れる正義の使者・七色仮面。神出鬼没で変装の名人である私立探偵・蘭光太郎が変身した姿である。オープニングで宇宙から飛来したような描写があるものの、その出自は一切不明。二丁拳銃を駆使し、至近距離から撃たれても何ら影響を受けない不死身の身体に加え、瞬間移動能力や変身能力を持っている。第5部以降は機敏で軽快な動きも加わり、悪人を翻弄し追い詰める。
- 金有左門（第1 - 6部）- 藤山竜一
- 金有左門（第7部）- 山口勇

金有探偵事務所を構える私立探偵。探偵としてはいささか凡人である。
- 荒井三子（第1 - 3部）- 小林裕子
- 荒井三子（第5 - 6部）- 浦野みどり

金有の助手。
- 山本警部 - 富田浩太郎（第1部）、大木史朗（第2部）、関山耕司（第3部）、河合絃司（第4・7部）、北山達也（第5 - 6部）
- 山本警部の部下 - 佐原広二、北山達也、轟謙二、久保一、岩上瑛、岡野耕作、仲原新二、北峰有二
- 川上記者 - 長谷部健（第2部）、草刈竜平（第3部）、田口耕平（第4部）

### ゲスト&作品リスト

#### 七色仮面（1959年）

##### 第1部 コブラ仮面
日本全土を恐怖に陥れる悪の権化・コブラ仮面と正義の味方・七色仮面の対決や如何に？
- 海藤順子 - 香山光子
- 大八少年 - 藤倉伸也
- 松原記者 - 佐原広二
- コブラ仮面 - 安藤三男
- さそりの万吉 - 潮健児
- 鉄 - 岩城力
- ゴン - 萩原満
- 木の村 - 陶隆
- 海藤 - 松本染升
- 倉沢 - 沢彰謙
- 倉沢の女房のユミ - 三条美紀

| No. | 放映日        | サブタイトル | 脚本     | 監督     | ゲスト                    |
| --- | ------------- | ------------ | -------- | -------- | ------------------------- |
| 1   | 1959年 6月3日 | 蛇笛殺人事件 | 川内康範 | 島津昇一 | 短剣使いの弟子 - 山本麟一 |
| 2   | 6月10日       | 悪魔の哄笑   | 川内康範 | 島津昇一 |                           |
| 3   | 6月17日       | 呪われた秘密 | 川内康範 | 島津昇一 |                           |
| 4   | 6月24日       | 意外な証言   | 川内康範 | 島津昇一 | 不忍郷子                  |
| 5   | 7月1日        | 恐るべき復讐 | 川内康範 | 島津昇一 |                           |
| 6   | 7月8日        | 七色仮面登場 | 川内康範 | 島津昇一 |                           |
| 7   | 7月15日       | 死の追跡     | 川内康範 | 島津昇一 |                           |
| 8   | 7月22日       | 迷探偵出動   | 川内康範 | 島津昇一 |                           |
| 9   | 7月29日       | ホクロの謎   | 川内康範 | 島津昇一 |                           |
| 10  | 8月5日        | 魔の陥し穴   | 川内康範 | 島津昇一 |                           |
| 11  | 8月13日       | 深夜の大爆発 | 川内康範 | 島津昇一 |                           |
| 12  | 8月20日       | 南海の凱歌   | 川内康範 | 島津昇一 |                           |

##### 第2部 キング・ローズ
仮面の怪人・キングローズが8000万円を積んだ現金輸送車を襲撃した。七色仮面と警官隊はキングローズをスタジアムに追い詰める。
- キング・ローズ（黒田）- 陶隆
- 谷村・坂本（二役）- 杉義一
- 長坂医師 - 滝謙太郎
- 偽の野毛村 - 大友純
- 本物の野毛村 - 小島洋々
- 偽の野毛村夫人 - 岡田敏子
- 新聞記者 - 小嶋一郎
- ホテルのボーイ - 南川直

| No. | 放映日         | サブタイトル   | 脚本     | 監督               | ゲスト               |
| --- | -------------- | -------------- | -------- | ------------------ | -------------------- |
| 1   | 1959年 8月27日 | 台風圏下の犯行 | 結城三郎 | 和田篤人、飯塚増一 | 石川絹子、姿年子     |
| 2   | 9月3日         | 三つ数えろ     | 結城三郎 | 和田篤人、飯塚増一 |                      |
| 3   | 9月10日        | 悪の巣         | 結城三郎 | 和田篤人、飯塚増一 |                      |
| 4   | 9月17日        | 消えた紳士     | 結城三郎 | 和田篤人、飯塚増一 |                      |
| 5   | 9月24日        | 死よりの挑戦   | 結城三郎 | 和田篤人、飯塚増一 |                      |
| 6   | 10月1日        | 法が裁く       | 結城三郎 | 和田篤人、飯塚増一 | 奈良あけみ、光岡早苗 |

##### 第3部 レッド・ジャガー
世界中のダイヤを我が物としようとする秘密結社ブラックハンドの怪人・レッドジャガーが偽造紙幣で世界中を混乱に陥れる。
- レッド・ジャガー（相良）- 沢彰謙
- 八代圭子 - 八代万智子
- ジェームス - 曽根晴美
- 五大成 - 牧野狂介
- ナウマン殿下 - エディ・住吉
- 空閑大祐 - 斎藤紫香
- 水沢 - 南川直
- 水沢の妹 - 白河道子
- 波多 - 波多伸二
- 支配人 - 片山滉

| No. | 放映日         | サブタイトル | 脚本     | 監督     | ゲスト |
| --- | -------------- | ------------ | -------- | -------- | ------ |
| 1   | 1959年 10月8日 | 黒い手の戦慄 | 結城三郎 | 飯塚増一 |        |
| 2   | 10月15日       | 甦えった男   | 結城三郎 | 飯塚増一 |        |
| 3   | 10月22日       | 国際ペテン師 | 結城三郎 | 飯塚増一 |        |
| 4   | 10月29日       | 百万弗の対決 | 結城三郎 | 飯塚増一 |        |
| 5   | 11月5日        | 地獄の罠     | 結城三郎 | 飯塚増一 |        |
| 6   | 11月12日       | 拳銃埠頭     | 結城三郎 | 飯塚増一 |        |
| 7   | 11月19日       | 最後の切り札 | 結城三郎 | 飯塚増一 |        |

##### 第4部 スリー・エース
日本の3探偵を殺し、大富豪の金の延べ棒を狙うのはスペード仮面だった。これにハート仮面とダイヤ仮面も加わり、七色仮面との対決が始まる。
- 葵：堀みどり
- アパッチの竜（スペードのA）- 安藤三男
- プリンスの政（ダイヤのA）- 潮健児
- ハート仮面（ハートのA）- 岡田敏子
- ダコタ神父 - 片山滉
- 姉小路実盛（北）- 曽根秀介
- 姉小路貴子 - 川崎玲子
- 多々良探偵 - 岩城力

| No. | 放映日          | サブタイトル   | 脚本     | 監督     | ゲスト |
| --- | --------------- | -------------- | -------- | -------- | ------ |
| 1   | 1959年 11月26日 | 悪魔の爪痕     | 結城三郎 | 相野田悟 |        |
| 2   | 12月3日         | 深夜の三巨頭   | 結城三郎 | 相野田悟 |        |
| 3   | 12月10日        | 真昼の誘拐指令 | 結城三郎 | 相野田悟 |        |
| 4   | 12月17日        | 暗黒の対決     | 結城三郎 | 相野田悟 |        |
| 5   | 12月24日        | 踊る黄金魔     | 結城三郎 | 相野田悟 |        |
| 6   | 12月31日        | 悪徳の果て     | 結城三郎 | 相野田悟 |        |

#### 新 七色仮面（1960年）

##### 第5部 龍虎の地図
財宝の隠し場所を示す龍虎の地図を巡り、ゴールデンキングやブタンカンと七色仮面が戦う。
- ゴールデン・キング（尾西博士）- 曽根秀介
- 尾西博士の娘 - 月村圭子
- 怪人ブタンカン - 関山耕司
- 小牧 - 沢彰謙

| No. | 放映日        | サブタイトル | 脚本     | 監督     | ゲスト |
| --- | ------------- | ------------ | -------- | -------- | ------ |
| 1   | 1960年 1月7日 | 影なき挑戦   | 松原佳成 | 鈴木敏郎 |        |
| 2   | 1月14日       | 新たなる強敵 | 松原佳成 | 鈴木敏郎 |        |
| 3   | 1月21日       | 謎の怪人     | 松原佳成 | 鈴木敏郎 |        |
| 4   | 1月28日       | 悪魔の巣窟   | 松原佳成 | 鈴木敏郎 |        |
| 5   | 2月4日        | 危うし名探偵 | 松原佳成 | 鈴木敏郎 |        |
| 6   | 2月11日       | 奇怪なる事実 | 松原佳成 | 鈴木敏郎 |        |

##### 第6部 毒蜘蛛に手を出すな
トルメニヤ国建設を企む毒蜘蛛一味の首領・サレンガは国の象徴となる神器として竜造寺コレクションを狙う。
- サマレン大統領[注釈 4]（ペーケル探偵）：陶隆
- 龍造寺博士 - 斎藤紫香
- 龍造寺千代子 - 阿久津克子
- 多摩川邦子
- 滝謙太郎
- 藤里まゆみ

| No. | 放映日         | サブタイトル | 脚本     | 監督     | ゲスト              |
| --- | -------------- | ------------ | -------- | -------- | ------------------- |
| 1   | 1960年 2月18日 | 戦慄の一夜   | 松原佳成 | 和田篤人 | 吉川英蘭 太地喜和子 |
| 2   | 2月25日        | 迫りくる危機 | 松原佳成 | 和田篤人 | 岡田敏子            |
| 3   | 3月3日         | 暗殺命令     | 松原佳成 | 和田篤人 |                     |
| 4   | 3月10日        | 地獄の掟     | 松原佳成 | 和田篤人 |                     |
| 5   | 3月17日        | 悪魔の招待状 | 松原佳成 | 和田篤人 |                     |
| 6   | 3月24日        | 恐怖の館     | 松原佳成 | 和田篤人 |                     |
| 7   | 3月31日        | 意外なる真相 | 松原佳成 | 和田篤人 |                     |

##### 第7部 日本は狙われている
日本を狙う外国資本とその外人陰謀団の暗黒大帝など、魅力ある悪役が七色仮面に挑む。
- 一条由美
- 阿久津克子
- 白河青峰
- 藤里まゆみ
- 桜井悦子
- 田口耕平
- 浜田格
- 日尾耕司
- 野川美子

| No. | 放映日        | サブタイトル              | 脚本     | 監督     | ゲスト                         |
| --- | ------------- | ------------------------- | -------- | -------- | ------------------------------ |
| 1   | 1960年 4月7日 | 日本は狙われている 第1回  | 結城三郎 | 龍伸之介 |                                |
| 2   | 4月14日       | 日本は狙われている 第2回  | 結城三郎 | 龍伸之介 | 八名信夫                       |
| 3   | 4月21日       | 日本は狙われている 第3回  | 結城三郎 | 龍伸之介 |                                |
| 4   | 4月28日       | 日本は狙われている 第4回  | 結城三郎 | 龍伸之介 |                                |
| 5   | 5月5日        | 日本は狙われている 第5回  | 結城三郎 | 龍伸之介 |                                |
| 6   | 5月12日       | 日本は狙われている 第6回  | 結城三郎 | 龍伸之介 |                                |
| 7   | 5月19日       | 日本は狙われている 第7回  | 結城三郎 | 龍伸之介 | ピーター・ウィリアムス、片山滉 |
| 8   | 5月26日       | 日本は狙われている 第8回  | 結城三郎 | 龍伸之介 |                                |
| 9   | 6月2日        | 日本は狙われている 第9回  | 結城三郎 | 龍伸之介 | 曽根秀介                       |
| 10  | 6月9日        | 日本は狙われている 第10回 | 結城三郎 | 龍伸之介 |                                |
| 11  | 6月16日       | 日本は狙われている 第11回 | 結城三郎 | 龍伸之介 |                                |
| 12  | 6月23日       | 日本は狙われている 第12回 | 結城三郎 | 龍伸之介 |                                |
| 13  | 6月30日       | 日本は狙われている 最終回 | 結城三郎 | 龍伸之介 |                                |

### スタッフ
- 原作：川内康範
- 企画：佐藤昌弘、大賀義文、野坂和馬
- 脚本：川内康範、結城三郎、松原佳成 ほか
- 音楽：小川寛興
- 主題歌：「七色仮面の歌」

歌：キング子鳩会、近藤よし子 / 作詞：川内康範 / 作曲：小川寛興
- 監督：島津昇一、相野田悟、和田篤人 ほか

## 映画
第1部から第4部はそれぞれ総集編が「劇場版」として公開されている。

### 七色仮面（映画）
1. 『七色仮面』1959年10月公開（74分）
2. 『七色仮面 恐るべき復讐』1959年10月20日公開（74分）
3. 『七色仮面 死の追跡』1959年10月27日公開（75分）
4. 『七色仮面 南海の凱歌』1959年11月3日公開（76分）

第1部を再編集。全4本、スタンダードサイズ。

### 七色仮面 キング・ローズ
1. 『七色仮面 キング・ローズ 悪魔の薔薇』1959年11月24日公開（50分）
2. 『七色仮面 キング・ローズ 消えた紳士』1959年12月1日公開（49分）
3. 『七色仮面 キング・ローズ 死者よりの挑戦』1959年12月8日公開（52分）

第2部「キング・ローズ」を再編集。全3本、シネスコサイズ。

### 七色仮面 レッド・ジャガー
1. 『七色仮面 レッド・ジャガー 黒い手の戦慄』1960年1月15日公開（50分）
2. 『七色仮面 レッド・ジャガー 百万弗の対決』1960年1月21日公開（60分）
3. 『七色仮面 レッド・ジャガー 最後の切り札』1960年1月27日公開（50分）

第3部「レッド・ジャガー」を再編集。全3本、シネスコサイズ。

### 七色仮面 スリー・エース
1. 『七色仮面 スリー・エース 悪魔の爪痕』1960年2月9日公開（50分）
2. 『七色仮面 スリー・エース 真昼の誘拐指令』1960年2月16日公開（48分）
3. 『七色仮面 スリー・エース 踊る黄金魔』1960年2月23日公開（50分）

第4部「スリー・エース」を再編集。全3本、シネスコサイズ。

## 映像ソフト
- 1980年代に第1部～第4部の劇場版を収録したビデオ全4巻、およびテレビ版第5部・第6部を収録したビデオ全4巻が発売されている。
- OP映像が2002年5月21日発売の『東映TV特撮主題歌大全集 Vol.1』のDVDに収録されている。
- 2016年1月6日にベストフィールドより劇場版のDVD-BOXが発売。
- 2016年9月14日にベストフィールドより第5部・第6部（『新 七色仮面』“千葉真一版”）のDVD-BOXが発売。映像特典には東映にポジフィルムの保存が確認されている「日本は狙われている」第14話「第一回」が収録され、第2話目以降はフィルム原版が行方不明のため未収録。

## 漫画
講談社の少年向け雑誌『ぼくら』に一峰大二の作画でマンガとしても連載され、鈴木出版より村山一夫の作画による漫画が全7巻刊行された。

## ドラマCD
2007年7月25日にモモグレから発売された。主題歌として森川智之が歌う「七色仮面の歌」を収録。
川内康範の「愛と正義の助っ人」ロマンシリーズ作品のドラマCD化の第2弾（第1･4弾は月光仮面、第3弾はレインボーマン）。
キャスト
- 蘭光太郎 - 森川智之
- 高城真一 - 遊佐浩二
- トキオ - 石田彰
- ビル・オブライエン - 置鮎龍太郎
- ジョー・ジャクソン - 檜山修之